# Universo di Diablo
L'universo di Diablo è un'ambientazione fantasy creata dalla Blizzard Entertainment attraverso i videogiochi di Diablo, Diablo II, Diablo III e Diablo IV e i romanzi e fumetti ispirati a tale serie.

## Opere

### Videogiochi
- Diablo
- Diablo II
- Diablo III
- Diablo IV

### Fumetti
- Tales of the Sanctuary

### Libri
- Demonsbane
- The Black Road
- The Kingdom of Shadow
- Legacy of Blood
- Diablo III: Book Of Cain
- Diablo III: Book Of Tyrael

### Giochi da tavolo
- The Awakening
- Diablerie
- To Hell and Back

## Geografia
La saga di Diablo è ambientata nel mondo di Sanctuarium. Sanctuarium è un mondo spaventoso, pericoloso ed ostile. Le popolazioni sono poche e le zone civilizzate ancora meno. Tutto questo a causa delle mostruosità sparse per tutto il pianeta, che aggrediscono i pochi viaggiatori che hanno il coraggio di uscire dalle proprie città, e che rendono impossibile la vita a quelli che vogliono rimanere nelle loro abitazioni.
I primi umani ad abitare questo mondo (chiamati Nefilim) erano i potentissimi figli mezzosangue di angeli e demoni che si erano ritirati da una guerra millenaria, dopo una lotta coi i propri semi-divini genitori, i Nefilim divennero gli unici dominatori del mondo, perdendo in seguito tutta la propria forza fino a diventare semplici esseri umani.
Millenni dopo potenti maghi alla ricerca di conoscenza evocarono nel mondo di Sanctuary dei demoni, iniziando così la corruzione del mondo. Mentre la situazione precipitava, in un mondo sconvolto da guerre tra maghi, gli angeli di Tyrael scoprirono questo mondo e videro i demoni degli inferi crogiolarsi nei loro riti abominevoli. Decisero così di scacciarli innescando la terribile Guerra del Peccato che li vide vincitori. Tuttavia, qualche decennio dopo, ci fu la cacciata dei Primi Maligni dall'inferno da parte dei demoni minori. Il loro ritorno riportò l'orrore e la rovina su Sanctuarium e sulle sue terre, tanto che le specie create dagli angeli del paradiso si trasformarono in abomini mangiatori di uomini.
Attualmente, ci sono sei regni, che possano chiamarsi tali, sparsi su Sanctuarium, e sono:

### Reami Occidentali
I reami Occidentali sono la zona più civilizzata di Sanctuarium. È divisa in tre zone: Entsteig, Khanduras e Marca Occidentale.
I tre reami sono caratterizzati da sterminate pianure erbose interrotte da colli rocciosi e ricche foreste. il clima, seppur reso freddo e piovoso dal Golfo della Marca Occidentale, mantiene comunque un carattere mite e non troppo umido.
L'economia dei pochi paesi sparsi tra queste zone è basata sulla raccolta della legna e sulla caccia, arti che hanno favorito la crescita della Sorellanza dell'occhio invisibile e (in minima parte) della Sorellanza dell'Occhio di Falco.
Tali ordini trovarono sede nelle Entsteig, dove un tempo si ergeva La cittadella delle Ranger, ora ridotta ad un semplice accampamento.
Più a sud, nelle Khanduras, si innalza la città di Tristram, un paese commerciale di viaggiatori, viandanti, mercanti, mercenari e pazzi. È una città immersa nella criminalità più crudele dove si possono trovare i peggiori banditi di tutti i tre reami. E a poca distanza c'è Il Monastero, luogo antichissimo dal passato triste e oscuro.
Infine procedendo ad ovest, ci sono le Marche Occidentali, la zona più ricca e popolata dei tre reami. Vi sono due città: Duncraig e Kingsport, che per quello che si sa, sembrano essere dei veri gioielli della civiltà.

### Aranoch
Aranoch è un immenso deserto che può essere raggiunto dalle carovane dei Reami Occidentali, attraverso un passaggio nella catena montuosa di Tamoe. Qui l'ambiente possiede uno dei climi peggiori al mondo e infatti sono poche le popolazioni che sono riuscite a innalzare qualcosa di più di un mero accampamento. L'unica città che è riuscita a prosperare è Lut Gholein, una città portuale abitata da componenti di varie popolazioni, che si affaccia sui Mari Gemelli.
Il motivo di tale prosperità sta nella sua posizione, che facilita gli scambi tra le carovane dell'ovest e i navigatori dall'est.
Tempo fa, nei luoghi centrali di Aranoch, c'era un'immensa e bellissima città che si estendeva per miglia. Tuttavia, al di sotto di essa, vi era una città di creature maligne, note come Vipere Artigliate, rimaste in quei sotterranei sin dai giorni in cui gli angeli erano sconosciuti. 
Un giorno quelle creature causarono una prolungata eclissi di sole per portare oscurità nella cittadella e per facilitare il loro attacco. Oggi rimangono solo alcune rovine, e quello che era il centro della città oggi è noto come la zona della Città Perduta.

### Kejhistan
Nella parte orientale dei mari gemelli, vi sono le sterminate foreste pluviali del Kejhistan. Questo luogo era il paradiso: giungle lussureggianti, cibo abbondante e una pace senza eguali. 
Recentemente, ha assunto un clima caldo umido portato da precipitazioni che raggiungevano i tremila millimetri annui. 
Con queste medie, le giungle del Kejhistan possiedono più corsi d'acqua di tutti gli altri regni e vantano di avere anche il fiume più lungo di tutto il pianeta: Argentek.
Una delle principali caratteristiche di questa regione è la convergenza delle energie geomantiche di Sanctuarium verso la zona centrale della giungla, cosa che ha attirato i maggiori esperti di stregoneria, al fine di accrescere la propria conoscenza sulle forze naturali e sul loro uso.
Qui nacquero i tre clan magici più potenti di Sanctuarium: i Vizjerei, gli Ennead e gli Ammuit. La loro storia è correlata di continue guerre tra le varie fazioni; guerre che portarono il Kejhistan ad essere uno dei regni meno popolati del mondo. 
La capitale del Kejhistan è Kurast, grande città di pietra, dal passato epico e nobile, assediata dalle forze del Caos. L'unica parte rimasta abitata (e abitabile) è il porto di Kurast, protetto da uno scudo magico sacro. Questo quartiere è piccolo e malsano, abitato da gente strana e misteriosa. Il porto è affacciato sui Mari Gemelli ed è in contatto con Lut Gholein.
Vi sono altri accampamenti abitati, poco lontano dal porto di Kurast, ma non si sa più nulla da tempo. Essi sono Ureh e Viz-jun.
Più a sud vi sono le antiche cittadelle ecclesiastiche appartenute ai Vizjerei, un tempo nobili e saggi, ma i cui cuori ormai sono intrisi dell'odio del demone Mephisto. La loro capitale era Travincal, al cui centro c'era la Cattedrale Inarius, molto vicina al Mare della Luce e procedendo sempre verso sud, c'è Il tempio di Mephisto di cui nessuno sa più nulla.

### Arcipelago delle Amazzoni
Tra la fine dei mari gemelli e l'inizio del grande oceano, sorgono le isole delle Amazzoni. Queste isole dal clima tropicale sono famose per le loro meravigliose città sul mare che danno ospitalità ad un popolo matriarcale e navigatore.
Le Amazzoni si distinguono dal resto di Sanctuarium per religione, usi e costumi, completamente diversi da quelli degli altri popoli. Tra i pregi di questo popolo c'è da ricordare la loro maestria nel commercio e nel combattimento, per cui sono temute da molti. I nomi delle isole in cui vivono sono Phillos, Skovos e Lycander. La capitale del loro regno è Karcheus.

### I monti dei Barbari
Il territorio del popolo dei Barbari si estende a nord delle Entsteig e di Aranoch e dal golfo di Westmarch fino ai Mari Ghiacciati. Questo enorme regno vanta delle catene montuose fra le più maestose ed imponenti, e dei climi fra i più rigidi che si possano immaginare. Il monte più alto è Arreat, che secondo una leggenda nasconde al suo interno la possente Pietra del Mondo sorvegliata dagli antichi. Sempre secondo la leggenda, i figli di Bul-Kathos (ovvero i Barbari), sarebbero stati incaricati dal mitico Arcangelo Tyrael di proteggere il monte Arreat da qualsiasi creatura maligna che avesse tentato di scalarla.
E fu così che nacque la città fortezza di Harrogath, patria di tutti i Barbari che vogliono servire fedelmente la luce e ogni oppositore delle forze del Male.

### Scosglen
Di questo regno non si hanno informazioni certe. Si sa solo che si trova ad est del Mare Ghiacciato ed a nord del Kejhistan.

### Inferi
È il luogo extra dimensionale da cui provengono i Grandi Demoni e le loro legioni. L'unico baluardo delle forze del bene è La Fortezza del Pandemonio. Al di fuori di essa c'è un grande deserto di cenere e la terribile Città dei Dannati. Nelle zone sotterranee c'è il Santuario del Caos, luogo di massima malvagità, dove nacquero i Primi Maligni.

### Insediamenti
- Bear's Hill
- Bramwell
- Brennor
- Caldeum
- Duncraig
- Gea Kul
- Gellan's Pass
- Harrogath
- Hillsfar
- Kehjan
- Kingsport
- Kurast. Kurast è la città capitale del Kehjistan ed è situata ad est, oltre i Mari Gemelli. Sia Deckard Cain che Meshif raccontano che una volta Kurast era un magnifico posto dove vivere, ma è cambiato molto da quando le forze di Mephisto hanno mosso guerra contro la città e i suoi abitanti. Kurast, a differenza di tutte le città assediate visitate durante la battaglia contro l'Inferno Infuocato al tempo di Diablo II, sembra la più colpita duramente di esse. È chiaro che la città una volta si estendesse molto oltre l'area del porto. La ragione per cui l'area del porto sia l'unica parte rimasta abitata è che Ormus ha incantato con una barriera protettiva la città, ma l'ha potuto realizzare solo nell'area del porto. Tutte le migliaia di abitanti della leggendaria città furono o uccisi, o corrotti, o si ritirarono nel Porto di Kurast.
- Kurast Docks
- Lut Gholein. Spesso chiamata 'Il Gioiello del Deserto', Lut Gholein è il porto commerciale principale di Aranoch e si trova a metà strada tra Khanduras nell'ovest e il Kehjistan, oltre i Mari Gemelli, nell'est. L'insediamento è in realtà molto più grande di quanto appare nel gioco. È molto simile ai paesi del Medio Oriente sulla Terra, specialmente all'Egitto.
- New Tristram
- Pandemonium Fortress
- Partha
- Rogue Encampment
- Seram
- Sescheron
- Seekers Point
- Toraja
- Tran Athulua
- Tristram
- Tu'r Du'lra
- Tulisam
- Ureh
- Waystruck
- Westmarch

## Storia

### Le guerre del Peccato
In principio, prima dell'avvento della razza umana, era in atto una guerra tra le forze della Luce, capitanate dall'Arcangelo Tyrael, e le forze delle Tenebre. I secondi avevano a comando delle loro schiere i sette Grandi Demoni, ovvero i tre Primi Maligni (Baal, signore della distruzione, Mephisto, signore dell'odio e Diablo, signore del terrore), e i quattro Demoni Minori (Duriel, signore del dolore, Andariel, signora dell'angoscia, Belial, signore della menzogna e Azmodan, signore del peccato). I quattro Demoni Minori avevano il ruolo di comprimari, mentre i tre Primi Maligni impartivano i comandi e sferravano gli attacchi più dolorosi alle forze della luce. La guerra procedeva da molto tempo ormai, e nessuna delle due fazioni sembrava in grado di prevalere sull'altra. I quattro Demoni Minori, stanchi di questa situazione di stallo, si ribellarono ai tre Primi Maligni, e dopo una lunga battaglia riuscirono a esiliarli nel mondo di Sanctuarium.
La loro semplice presenza su Sanctuarium fu devastante: la fauna divenne sempre più violenta fino a modificarsi assumendo tratti orrendi e le piante dai frutti commestibili o almeno non velenose stavano scomparendo. Distruggere i Primi Maligni era praticamente impossibile e occorreva che la loro forza fisica e spirituale venisse prosciugata nel tempo prima che un qualche valoroso venisse a sconfiggerli. A questo pensò l'angelo Izual che forgiò, con il Metallo Celeste della sua spada, le Pietre dell'Anima. Sotto la benedizione di Tyrael nacque l'ordine dei maghi Horadrim, che giurarono di imprigionare i primi maligni nelle Pietre dell'Anima.

### L'ordine degli Horadrim contro i Primi Maligni
L'antico ordine degli Horadrim fu fondato dai più potenti maghi dell'epoca con lo scopo di sconfiggere i tre Primi Maligni e fu supportato da un angelo, Tyrael che consegnò ai maghi il modo per contenere i tre demoni, le pietre dell'anima.
La caccia ai Primi Maligni portò come primo prigioniero il più saggio e più potente dei tre: Mephisto. La pietra dell'anima contenente il suo spirito venne portata nella cattedrale della Luce per essere tenuto sotto controllo dai sacerdoti di quella religione. Tuttavia, col tempo, il demone riuscì a corrompere la pietra e ad intaccare le menti dei suoi carcerieri fino a schiavizzarle.
Il secondo fu Baal che venne trovato dagli Horadrim tra i deserti di Aranoch. Le legioni di Tal Rasha combatterono contro il demone e riuscirono ad imprigionarlo nella Pietra dell'Anima che però, durante lo scontro, si era scheggiata, perdendo così la sua integrità e parte dei suoi poteri. Tal Rasha, non vedendo altre soluzioni, per non lasciar fuggire il demone ordinò ai suoi seguaci di mummificare il suo corpo e di incastonare la pietra nel suo petto; Tal Rasha avrebbe dovuto combattere per sempre con lo spirito di Baal. Il suo corpo fu condotto in una cripta a poca distanza dalla Città perduta, dove venne legato ad una colonna con delle catene magiche e la tomba fu sigillata con degli incantesimi runici.
L'ultimo dei tre: Diablo fu catturato dopo una lunga ricerca nelle terre di Khanduras da Jerek Cain che lo combatté a lungo prima di riuscire ad intrappolarlo nella Pietra dell'Anima. La pietra fu poi nascosta nei sotterranei di un antichissimo monastero vicino Tristram, perché vi fosse custodita.

### I brevi anni della pace
Passarono moltissimi anni di pace, ma nel frattempo, in mancanza di un nemico comune, fra gli Horadrim iniziarono a crescere dissensi e le divisioni interne presero il sopravvento. Così l'ordine degli Horadrim, il più potente ordine di maghi mai esistito, decadde miseramente.

### Il risveglio del Terrore
La forza di Diablo si espanse rapidamente e il signore del Terrore estese il suo potere all'infuori della pietra e riuscì a corrompere l'anima di Lazarus, arcivescovo di Khanduras, che divenne il suo principale servitore. Con lo scopo di trovare un corpo in cui Diablo potesse rivivere, Diablo cercò di impossessarsi di Re Leoric, che si dimostrò però troppo puro per lui. Lo sforzo di resistere a Diablo condusse però il nobile re alla pazzia.
Diablo tuttavia riuscì a trovare un valido sostituto nel principe Albrecht. Una volta catturato il giovane, Lazarus conficcò nella sua fronte la Pietra dell'Anima di Diablo, facendo divenire quel corpo l'incarnazione fisica del demone.
Diablo creò quindi una potente legione di demoni. Dal monastero giungevano urla e rumori spaventosi; la gente di Tristram non osava neanche avvicinarsi all'edificio ed aveva paura al solo sentir parlare di quel maledetto luogo.
In seguito a questi accadimenti, però, eroici cavalieri giunsero per cercare di sradicare il terribile male che qui si era insediato. Molti perirono nell'impresa ma uno solo, un valoroso guerriero, alla fine riuscì a sconfiggerlo.

### La vendetta del signore dei demoni
L'eroe estrasse la Pietra dell'Anima dalla fronte di Diablo, liberando così Albrecht dalla presa del demone. Per impedirgli di risorgere nuovamente, l'eroe conficcò la Pietra nella propria fronte nella speranza di riuscire a dominarlo e tenerlo imprigionato. Però, l'eroe era destinato a soccombere di fronte ad un potere tanto esteso; tuttavia Diablo avrebbe impiegato molto tempo prima di impossessarsi completamente dell'anima del suo nemico. Durante questo tempo, il Maligno progettò il suo ritorno. Diablo comprese che aveva bisogno di riunirsi con i suoi fratelli: Mephisto, il signore dell'odio e Baal, il signore della distruzione.
Una notte, mentre si trovava ancora a Tristram, riuscì finalmente ad ottenere il pieno possesso sul corpo del suo avversario ed espanse i suoi poteri ben oltre il confine del suo corpo. Questa vittoria provocò la distruzione della città e di ogni altro impedimento da parte dell'eroe sulla volontà del Signore del Terrore di andare alla ricerca dei Primi Maligni. Da questo momento, l'eroe smarrì definitivamente la sua identità, e fu conosciuto come l'oscuro viandante.

### La liberazione dei Maligni
Durante il suo peregrinare verso est, Diablo riuscì ad attirare l'attenzione di un uomo: Marius. La mente di quest'ultimo era notevolmente disturbata dagli orrori a cui aveva assistito a Tristram; si trattava di una mente inquieta, malata, e quindi facilmente manipolabile. Dopo aver assistito ai poteri distruttivi del Maligno, dovuti ad una momentanea perdita di controllo, l'uomo seguì il maligno senza sapere il perché; più tardi avrebbe descritto quei momenti come se si trattasse di un sogno, non sapendo che la causa era il potere di Diablo.
Intanto la notizia della distruzione di Tristram dilagò per tutta Entsteig e portò alcuni a supporre che Diablo fosse ancora vivo (dato che nessuno ha visto la sua distruzione). Questo portò alcuni coraggiosi avventurieri a cercare risposte nelle Khanduras dove fu trovato l'unico sopravvissuto alla distruzione di Tristram: Deckard Cain.
Intanto Diablo, ormai libero e vincente sull'anima dell'eroe, s'incamminò assieme al suo compagno verso Lut Gholein, una città portuale di Aranoch, da cui incominciò delle ricerche riguardo a Baal suo fratello. Qui venne a sapere della battaglia tra Baal e Tal Rasha e di come quest'ultimo si sacrificò dopo la rottura della pietra. Si diresse verso la tomba di Tal Rasha, finché non incontrò Tyrael che gli bloccò il passo. L'Arcangelo ed il Primo Maligno combatterono a lungo ma la presenza di Marius stava per rivelare il suo significato. Baal attirò su di sé l'ometto gridando aiuto e facendogli credere di essere un prigioniero indifeso di una pietra demoniaca. Marius, che non sapeva nulla riguardo a Baal, sfilò la Pietra dell'Anima dal petto di Tal Rasha e il Signore della Distruzione risorse. Marius si rese conto dell'errore e Tyrael gli ordinò di portare quella pietra negli inferi e di distruggerla presso la Fornace Infernale.
Marius fu costretto a fuggire lasciando L'arcangelo a fronteggiare i due Primi Maligni, senza possibilità di vittoria. Marius tornò a Lut Gholein e prese la prima nave per il Kehjistan. Raggiunse il porto di Kurast il giorno dopo parlò con Ormus per sapere come raggiungere gli inferi. Dopo molti giorni arrivò infine alla Cattedrale Inarius, ormai popolata dai servi di Mephisto.
Raggiunta la Prigione dell'Odio scoprì che i Primi Maligni si erano finalmente ricongiunti. Mephisto, che era riuscito ad impossessarsi del corpo del più elevato sacerdote Zakarum, usò il suo sapere per sfruttare gli spiriti dei tre Primi Maligni e creare un nuovo portale per gli inferi.

### Il nuovo Portale per gli inferi
Con la riconciliazione dei tre, il portale si riattivò e il potere di Diablo esplose ferocemente, facendogli assumere le sue antiche sembianze mostruose. Marius, di fronte a quello spettacolo, perse tutto il suo coraggio e non ebbe la forza di attraversare il portale. Attanagliato dal terrore fuggì lontano.
Con il Portale riattivato, la vittoria dei Tre era ormai alle porte. Diablo varcò il portale, giungendo negli Inferi, ove avrebbe reclutato orde di demoni per conquistare il mondo di Sanctuarium. Mephisto rimase nella sua prigione, di guardia al portale, mentre Baal si congedò dai fratelli per dare la caccia a Marius, e alla pietra di cui questi era il portatore.
Nel tentativo di ricongiungersi con i suoi fratelli, grandi erano state le atrocità commesse da Diablo, e gli echi di tali malefatte erano giunti fino ai quattro angoli del mondo, facendo accorrere valorosi eroi, desiderosi di fermare i Primi Maligni. Uno fra questi aveva sentito del tragico destino della città di Tristram, e ivi si era diretto. Giunto nell'accampamento delle Ranger, aveva dato un aiuto decisivo nella lotta per la riconquista del Monastero, ove aveva sconfitto Andariel, la Signora dell'Angoscia.
Lanciatosi all'inseguimento di Diablo nel deserto di Aranoch, l'eroe era infine giunto alla Tomba di Tal Rasha, ove aveva sconfitto Duriel, e liberato l'Arcangelo Tyrael. Rammaricato dal non essere riuscito ad impedire il ricongiungimento di Diablo e Baal, era ritornato a Lut Gholein, e si era imbarcato sulla prima nave diretta ai Reami Orientali.
Giunto finalmente a Kurast, l'eroe si mise subito sulle tracce di Diablo e Baal, aiutando nel contempo la popolazione locale, contro le orde dei seguaci di Zakarum, ormai asserviti al volere di Mephisto. Giunse a Travincal, e qui sconfisse il malvagio Concilio, penetrò nella prigione di Mephisto, e ivi si confrontò con il Signore dell'Odio. Dallo scontro l'eroe uscì vittorioso, e l'influenza di Mephisto su Kurast scomparve. Ma la battaglia era lungi dall'essere conclusa.
Ucciso Mephisto, l'eroe varcò il portale, deciso a fermare Diablo, il Signore del Terrore. L'eroe giunse alla Fortezza del Pandemonio, l'ultimo baluardo delle forze celesti, contro le orde demoniache degli Inferi fiammeggianti. Qui l'eroe, consigliato dall'Arcangelo Tyrael, e dall'inseparabile Deckard Cain, si addentrò fino nel cuore della Città dei Dannati, ove si confrontò con Izual. Quando l'anima corrotta dell'Angelo Caduto lasciò il corpo ormai esanime, Izual rivelò all'eroe del suo tradimento, e di come fosse stato lui, sotto agonizzanti torture, a rivelare ai tre Primi Maligni il sistema per corrompere le Pietre dell'Anima ed estendere la loro influenza al di fuori di esse.
L'eroe discese negli Inferi, ove dopo una tremenda battaglia conquistò il Santuario Arcano di Diablo e sconfisse il Signore del Terrore, liberando per sempre il mondo dal flagello di Diablo.
Nel frattempo Baal si presenta sotto mentite spoglie ad un Marius reso ormai folle dalla Pietra dell'Anima. Facendogli credere di essere l'Arcangelo Tyrael si fa consegnare la Pietra stessa prima di uccidere Marius ed allontanarsi col potente oggetto.
Sconfitti Mephisto e Diablo, l'eroe tornò alla Fortezza Del Pandemonio, da cui partirà per raggiungere, grazie a Tyreal, Harrogath, patria dei Barbari, per dirigersi verso il monte Arreat. Dopo averlo raggiunto e aver, nel frattempo, aiutato i Barbari contro le truppe demoniache di Baal, penetrò all'interno della montagna sacra, dove affrontò e sconfisse il Signore Della Distruzione. Ucciso il nemico, si presentò l'Arcangelo Tyreal, che comunicò all'eroe la necessità, per salvare il mondo, di distruggere la Pietra Del Mondo che Baal stesso era riuscito a corrompere grazie alla Pietra dell'Anima, ma prima di fare ciò si congratulò con l'eroe per l'impresa compiuta.

## Personaggi
- Adria
- Aidan
- Albrecht
- Alkor
- Anya
- Asheara
- Athulua
- Atma
- Akara
- Blood Raven
- Bul-Khatos
- Capitano Rumford
- Charsi
- Deckard Cain rappresenta l'ultimo discendente dell'ordine degli Horadrim, prima che quest'ultimo venisse rifondato dall'arcangelo Tyrael. È l'unico personaggio ad apparire in ogni capitolo della saga.
- Drognan
- Elzix
- Fara
- Geglash
- Gheed
- Griez
- Griswold
- Halbu
- Hratli
- Jamella
- Jered Cain
- Jerhyn
- Kaelan
- Kashya
- Kethryes
- Khalim, il Que-Hegan
- La Contessa
- Lakarus
- Larzuk
- Leah
- Leoric, monarca di Khanduras e devoto seguace della fede di Zakarum, quando venne corrotto da Diablo diventò un servitore del Signore del Terrore conosciuto come il Re Scheletro. La voce originale è di Chris Metzen (Diablo) e Joe Thomas (Diablo III), quella italiana di Marco Balzarotti (Diablo III).
- Lysander
- Maghda
- Malah
- Marius
- Meshif
- Nathalya
- Nihlathak traditore che visse ad Harrogat
- Nor Tiraj
- Ormus Mago di Kurast che con una barriera protesse i porti della città
- Quel-Kekh
- Tal Rasha
- Warriv
- Wirt lo zoppo
- Zoltun Kulle l'Horadrim rinnegato

### Divinità

#### I Primi Maligni
- Diablo, o Al'Diabalos, il Signore del Terrore. È l'antagonista principale della serie, il demone più potente, capace di instillare la paura nei cuori delle persone soltanto pronunciandone il nome. La sua voce italiana è di Giorgio Melazzi in Diablo II e Diablo III e di Oliviero Corbetta in Heroes of the Storm
- Baal, il Signore della Distruzione
- Mephisto, il Signore dell'Odio

#### IDemoni Minori
- Duriel, il Signore del Dolore
- Andariel, la Signora dell'Angoscia
- Belial, il Signore della Menzogna
- Azmodan, il Signore del Peccato. È un manipolatore intelligente che muove una vasta rete di vizi e corruzione e ha come luogotenenti sette demoni che rappresentano i sette peccati capitali. Ne sono comparsi solo quattro: Ghom, il Signore della Gola; Cydaea, la Signora della Lussuria; Vidian, il Signore dell'Invidia e Brama, Baronessa dei Goblins e Signora dell'Avarizia.

#### GliAntichi
- Talic il Difensore
- Madawc il Guardiano
- Korlic il Protettore

#### GliArcangeli
- Tyrael, un tempo l'Arcangelo della Giustizia, è l'aspetto della Sapienza, un arcangelo divenuto mortale e un difensore coraggioso di Sanctuarium. Guida le forze della luce in battaglia. La voce originale è di Ed Trotta (Diablo II) e Jonathan Adams (Diablo III), quella italiana di Marco Balzarotti (Diablo II) e Alessandro Maria D'Errico (Diablo III).
- Imperius
- Inarius
- Auriel, arcangelo della speranza. Auriel è la più amata tra tutti gli angeli e dirige i cori del Paradiso Celeste nei Giardini della Speranza. La voce originale è di Cree Summer e quella italiana di Jolanda Granato.
- Itherael
- Hadriel
- Yaerius
- Malthael, un tempo Arcangelo della Saggezza, membro e leader del Concilio di Angiris, divenne in seguito l'Angelo della Morte. Porta sempre con sé due shotel simili a falci. La voce originale è di Paul Nakauchi e quella italiana di Mario Zucca.
- Izual

#### Divinità eteree
- Anu
- Tathamet
- Zann Esu
- Rathma
- Horadrim
- L'Occhio Invisibile
- Nephalem
- Vizjerei
- Zakarum
- Il Que-Hegan
- Akarat

## Ordini
- Ammuit
- Clan Di Zann Esu
- Culto di Rathma
- Ennead
- Horadrim
- La sorellanza dell'Occhio Invisibile
- La Sorellanza dell'Occhio di Falco
- Le tribù barbariche del Nord
- Nephalem
- Vizjerei
- Zakarum

## Ispirazione
La storia di Diablo è ispirata in parte da vari scritti in prosa ed in versi di Vincent Metzen. I programmatori hanno citato nel manuale di Diablo II, due pezzi scritti dall'autore:
che conducono nel cuore del Terrore. Mi sono calato
Negli abissi dell’Odio e ho scalato le vette della Distruzione,
Per ogni segreto svelato, per ogni potere entrato in mio possesso,
ho venduto ciò che restava della mia anima, senza pensare al prezzo.
Eppure ancora cerco la conoscenza, le arti che in pochi controllano.
Se riuscirò a trovarla, però, essa prosciugherà la mia vita e mi dannerà in eterno
Perché i poteri che ho conquistato sono una maledizione.
Il mio spirito si consuma ad ogni magia e a ogni verso proibito.
La forza e la conoscenza che ho ottenuto hanno preteso un pesante tributo.
Non avrei mai dovuto vendere la mia anima immortale in cambio del potere.»
(L’adepto (Preludio, Parte II))
Marciare contro gli orrori che mi attendono alla fine del mio viaggio?
Ho percorso le strade che portano all’Inferno, ho sfidato il destino.
Ho combattuto e ho perso sangue, ma sono arrivato dinanzi all’ultimo portale.
Ora la mia missione incombe, l’immane compito mi attende.
Io mi ergerò dinanzi ai tre, fino a quando la vittoria non sarà mia.
Terrore e ferite non potranno spegnere il mio ultimo urlo di battaglia,
mentre io lotterò contro l’Oscurità sotto il cielo fiammeggiante»
(La fine del lungo viaggio)